# Мордовія (футбольний клуб)
«Мордовія» (рос. Мордовия) — російський футбольний клуб з міста Саранськ. Виступає у Прем'єр-лізі Росії, домашні матчі проводить на стадіоні «Старт», що здатний вмістити понад 10 тисяч осіб.

## Історія
Клуб був заснований у 1961 році. У сезоні 2005 року команда посіла 7-е місце у Другому дивізіоні (зона «Центр»), набравши 51 очко. У сезоні 2006 року команда посіла 2-е місце у Другому дивізіоні (зона «Центр»), набравши 72 очки. У сезоні 2007 року команда посіла 19-е місце в Першому дивізіоні і вилетіла у Другій дивізіон. У сезоні 2008 року команда посіла 7-е місце у Другому дивізіоні (зона «Центр»), набравши 53 очки.
У сезоні 2009 року команда здобула впевнену перемогу в зоні «Урал-Надволжя» Другого дивізіону (випередивши на 20 очок зайняв 2-е місце «Гірник» Учали) і виграла Кубок ПФЛ.
За підсумками сезону 2010 року зайняла 6-е місце у Першому дивізіоні, показавши найкращий результат у своїй історії.
Найкращі досягнення в Кубку Росії з футболу - вихід в 1/4 фіналу в розіграші 1992/93 (програш ЦСКА (Москва) 0:3) та в розіграші 2009/10. У розіграші Кубка Росії 2009/2010 команда, обігравши в 1/16 фіналу грозненський «Терек» (2:1) і в 1/8 фіналу ФК «Челябінськ» (2:0), вийшла в 1/4 фіналу, де програла владикавказької «Аланії» з рахунком 0:3.
За підсумками чемпіонату Росії 2011/2012 вперше в історії вийшла у Прем'єр-лігу, здолавши у передостанньому турі Першості ФНЛ ярославський «Шинник» з рахунком 2: 0. Дебютний сезон у Прем'єр-лізі закінчився для команди невдачею - вона вилетіла з дивізіону, однак всього за один сезон в дивізіон «Мордовія» змогла повернутися в Прем'єр-лігу.
27 травня 2014 команду очолив Юрій Сьомін, для якого «Мордовія» стала третім у тренерській кар'єрі російському клубом після московських «Локомотива» і «Динамо». Сьомін пропрацював в «Мордовії» рік, після чого очолив «Анжі». З сезону 2015/16 головним тренером став Андрій Гордєєв

## Керівництво та тренерський штаб
- Гордєєв Андрій Львович — головний тренер
- Батуренко Юрій Михайлович — тренер
- Сьомін Андрій Юрійович — тренер
- Тяпушкін Дмитро Альбертович — тренер воротарів[1]
- Бібіков Володимир Олександрович — директор[2]

## Досягнення

### Національні чемпіонати
- Чемпіонат Росії
  -  Золото Турніри зони «Поволжя»/«Урал-Поволжя» другої ліги (4): 2000, 2001, 2002, 2009
  -  Золото Першість ФНЛ (2): 2011/12, 2013/14

- Чемпіонат Росії
  -  Срібло Турнір зони «Центр» другої ліги (1): 2006

- Чемпіонат СРСР
  -  Срібло Турнір п'ятої зони другої ліги (1): 1991

- ФНЛ:
  -  Чемпіон (1): 2011/12, 2013/14